# Большое рязанское кольцо
Большое рязанское кольцо — автострада, соединяющая большинство районных центров Рязанской области. Построена в период семилетки. В настоящее время отдельные участки входят в состав различных автомобильных дорог регионального значения. Общая длина кольца около 600 километров.

## Маршрут
Автострада соединяет следующие населённые пункты: Рязань — Солотча — Спас-Клепики (автодорога P123) — Тума — Гусь-Железный — Касимов (часть автодороги P105) — Пителино — Сасово — Каверино — Шацк (автодорога P124) — Сараи (дорога Шацк—Сараи) — Ухолово (дорога Сараи—Ухолово) — Ряжск (часть дороги Р125)— Михайлов (часть дороги Р22)— Захарово — Рязань ( часть дороги P132) .

## История создания
К началу 60-х годов в Рязанской области остро встал вопрос сообщения между основными населёнными пунктами, между которыми отсутствовали благоустроенные дороги. К примеру, в период бездорожья связь между Михайловым и Рязанью была возможна только через Москву, а из Рязани в Касимов только по реке Оке на пароходе, что занимало около 2 суток. По этой было принято решение о строительстве дороги, соединившей 22 районных центра (имевших такой статус в тот период) и 521 населённый пункт, было построено 19 мостов общей протяжённость 1362 метра. К строительству, помимо профессиональных дорожников, привлекались рабочие промышленных предприятий, колхозники, студенты. В качестве строительного материала использовали асфальт, шлак, касимовский известняк.

## Достопримечательности
Концепция Большого рязанского кольца была использована рязанскими краеведами Г. К. Вагнером и С. В. Чугуновым для описания природных и архитектурных достопримечательностей региона. При этом авторы не ограничивались только рассказом об объектах, находящихся на дороге, но порой описывали и те, которые находятся в определённом отдалении от неё.
- Солотча (ансамбль Солотчинского монастыря)
- Гусь-Железный (руины усадьбы Баташевых, Троицкая церковь)
- Гусевский Погост (храмовый комплекс)
- Касимов (религиозные и гражданские сооружения)
- Пёт (Введенская церковь)
- Нестерово (Дмитриевская церковь)
- Каргашино (конный завод, усадьба барона фон дер Лауница)
- Шацк (Николо-Чернеевский монастырь в окрестностях города)
- Протасьев угол (Спасская церковь)
- Заборово (Спасская церковь, место захоронения М. Д. Скобелева)
- Большая Алёшня (усадебный комплекс, остатки парка)
- Покровское-Гагарино (Покровская церковь)
- Воейково (Казанская церковь)
- Баловнёво (Владимирская церковь)
- Ерлино (усадьба и дендрарий в имении С.Н. Худекова)
- Михайлов (гражданские и религиозные сооружения)
- Красное (усадьба А. П. Ермолова, Казанская церковь)